# Харківка (Волгоградська область)
Харківка (рос. Харьковка) — село у Старополтавському районі Волгоградської області Російської Федерації.
Населення становить 920  осіб. Входить до складу муніципального утворення Харківське сільське поселення.

## Історія
Село розташоване у межах українського історичного та культурного регіону Жовтий Клин.
Село засноване 1840 року.
Згідно із законом від 17 січня 2005 року № 991-ОД органом місцевого самоврядування є Харківське сільське поселення.

## Населення
| 2010 | 2012  | 2013  | 2014 | 2015 | 2016 | 2017 |
| ---- | ----- | ----- | ---- | ---- | ---- | ---- |
| 1068 | ↘1037 | ↘1028 | ↘985 | ↘958 | ↘937 | ↘920 |